# Vieux-Reng
Pour l’article homonyme, voir Grand-Reng.
Vieux-Reng est une commune française située dans le département du Nord, en région Hauts-de-France.

## Géographie

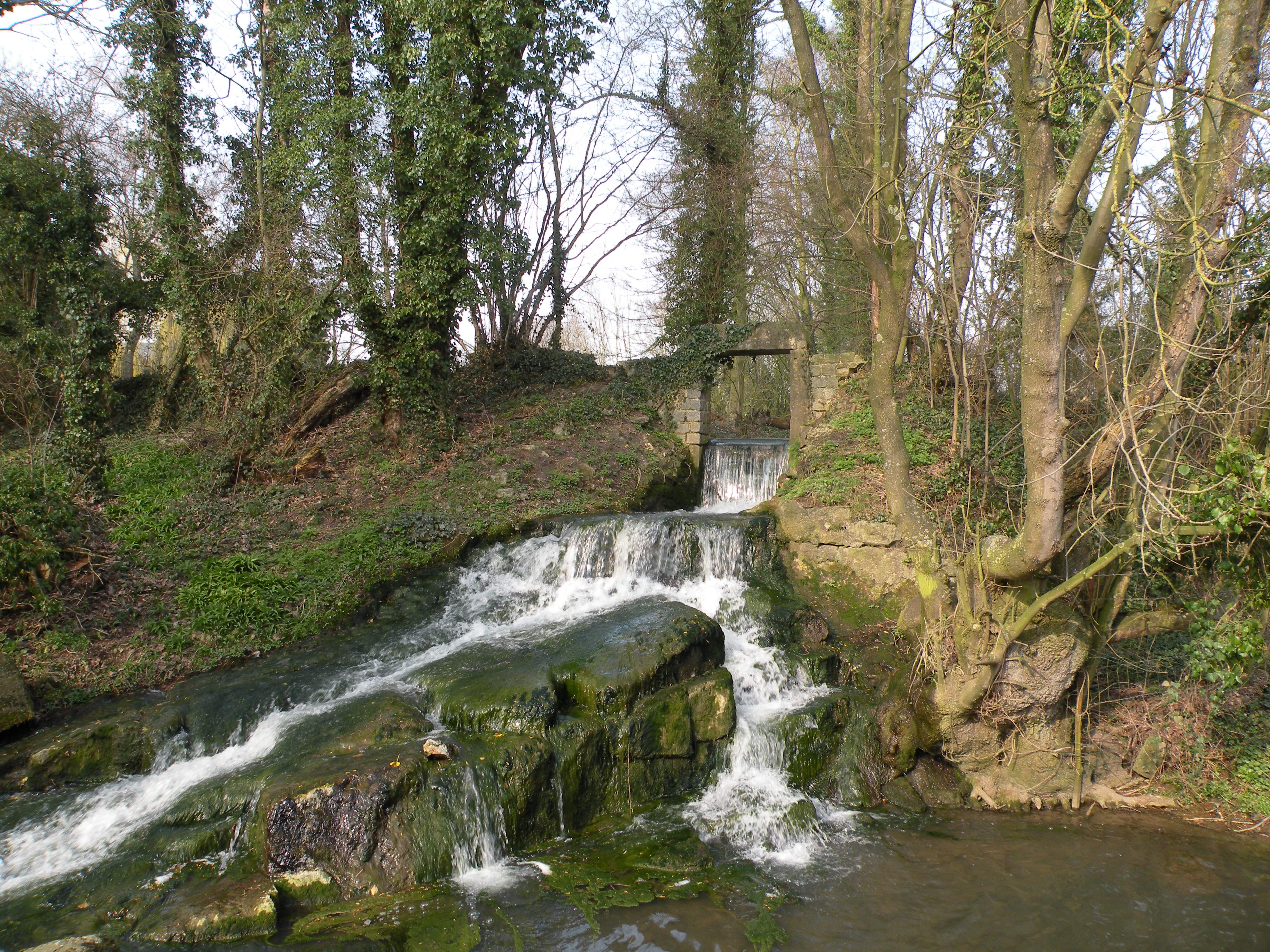
Cascade à Vieux-Reng

Vieux-Reng est traversé par la Trouille, affluent en rive gauche de la Haine. Le village proprement dit est situé à un jet de pierre de la frontière belge et de la province de Hainaut. La commune de Belgique frontalière est Erquelinnes dont fait partie le village de Grand-Reng, situé dans le continuum de Vieux-Reng.

### Communes limitrophes
| Villers-Sire-Nicole |            | Erquelinnes Belgique |
| Bersillies          | Vieux-Reng |                      |
| Élesmes             | Boussois   | Marpent              |

### Hydrographie

#### Réseau hydrographique
La commune est située dans le bassin Artois-Picardie. Elle est drainée par la Trouille, le Ri du frilou, le ruisseau de l'Hôpital, le ruisseau du Château et un autre petit cours d'eau,.
La Trouille est un cours d'eau franco-belge qui prend sa source sur la commune d'Erquelinnes, s'écoule d'est en ouest pour traverser la frontière française. Après avoir renforcé considérablement son débit, la rivière serpente le long des contreforts de la butte Solmont de Villers-Sire-Nicole, revient en Hainaut à Rouveroy etse jette dans la Haine à Jemappes. 

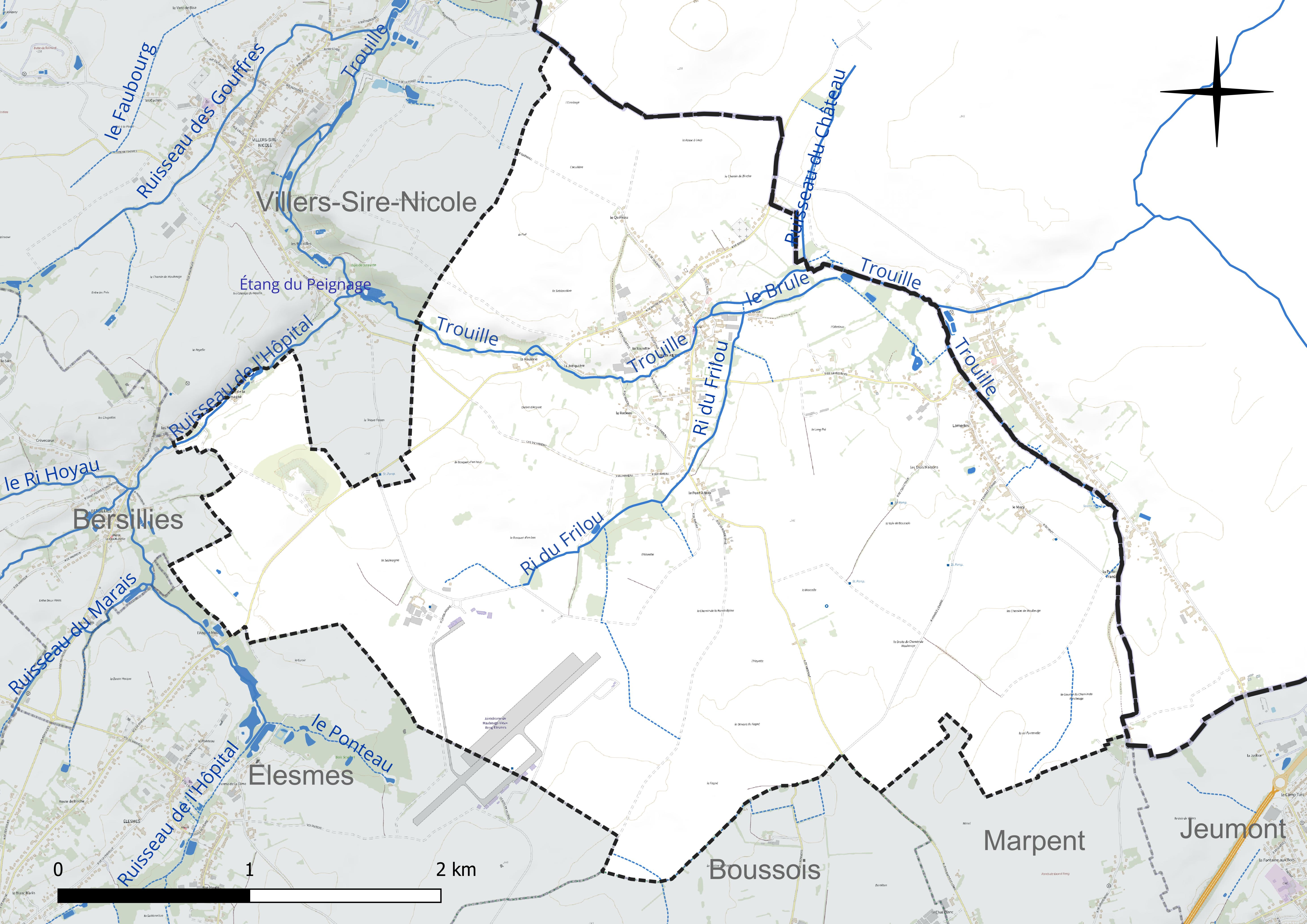
Réseau hydrographique de Vieux-Reng.

#### Gestion et qualité des eaux
Le territoire communal est couvert par le schéma d'aménagement et de gestion des eaux (SAGE) « Escaut ». Ce document de planification concerne un territoire de 2 005 km2 de superficie, délimité par le bassin versant de l'Escaut. Le périmètre a été arrêté le 9 juin 2006 et le SAGE proprement dit a été approuvé le 13 juillet 2021. La structure porteuse de l'élaboration et de la mise en œuvre est le syndicat mixte Escaut et Affluents (SyMEA). 
La qualité des cours d'eau peut être consultée sur un site dédié géré par les agences de l'eau et l'Agence française pour la biodiversité. 

### Climat
Pour des articles plus généraux, voir Climat des Hauts-de-France et Climat du Nord.
En 2010, le climat de la commune est de type climat des marges montargnardes, selon une étude du CNRS s'appuyant sur une série de données couvrant la période 1971-2000. En 2020, Météo-France publie une typologie des climats de la France métropolitaine dans laquelle la commune est exposée à un climat océanique altéré et est dans la région climatique  Nord-est du bassin Parisien, caractérisée par un ensoleillement médiocre, une pluviométrie moyenne régulièrement répartie au cours de l'année et un hiver froid (3 °C). 
Pour la période 1971-2000, la température annuelle moyenne est de 10,1 °C, avec une amplitude thermique annuelle de 15 °C. Le cumul annuel moyen de précipitations est de 861 mm, avec 12,4 jours de précipitations en janvier et 9,1 jours en juillet. Pour la période 1991-2020, la température moyenne annuelle observée sur la station météorologique la plus proche, située sur la commune de Saint-Hilaire-sur-Helpe à 24 km à vol d'oiseau, est de 10,5 °C et le cumul annuel moyen de précipitations est de 802,4 mm,. Pour l'avenir, les paramètres climatiques de la commune estimés pour 2050 selon différents scénarios d'émission de gaz à effet de serre sont consultables sur un site dédié publié par Météo-France en novembre 2022.

## Urbanisme

### Typologie
Au 1er janvier 2024, Vieux-Reng est catégorisée commune rurale à habitat dispersé, selon la nouvelle grille communale de densité à sept niveaux définie par l'Insee en 2022.
Elle est située hors unité urbaine. Par ailleurs la commune fait partie de l'aire d'attraction de Maubeuge (partie française), dont elle est une commune de la couronne,. Cette aire, qui regroupe 65 communes, est catégorisée dans les aires de 50 000 à moins de 200 000 habitants,.

### Occupation des sols
L'occupation des sols de la commune, telle qu'elle ressort de la base de données européenne d'occupation biophysique des sols Corine Land Cover (CLC), est marquée par l'importance des territoires agricoles (87,3 % en 2018), une proportion identique à celle de 1990 (87,3 %). La répartition détaillée en 2018 est la suivante : 
terres arables (58,5 %), prairies (28,8 %), zones urbanisées (6,6 %), espaces verts artificialisés, non agricoles (6,1 %), zones agricoles hétérogènes (0,1 %). L'évolution de l'occupation des sols de la commune et de ses infrastructures peut être observée sur les différentes représentations cartographiques du territoire : la carte de Cassini (XVIIIe siècle), la carte d'état-major (1820-1866) et les cartes ou photos aériennes de l'IGN pour la période actuelle (1950 à aujourd'hui).

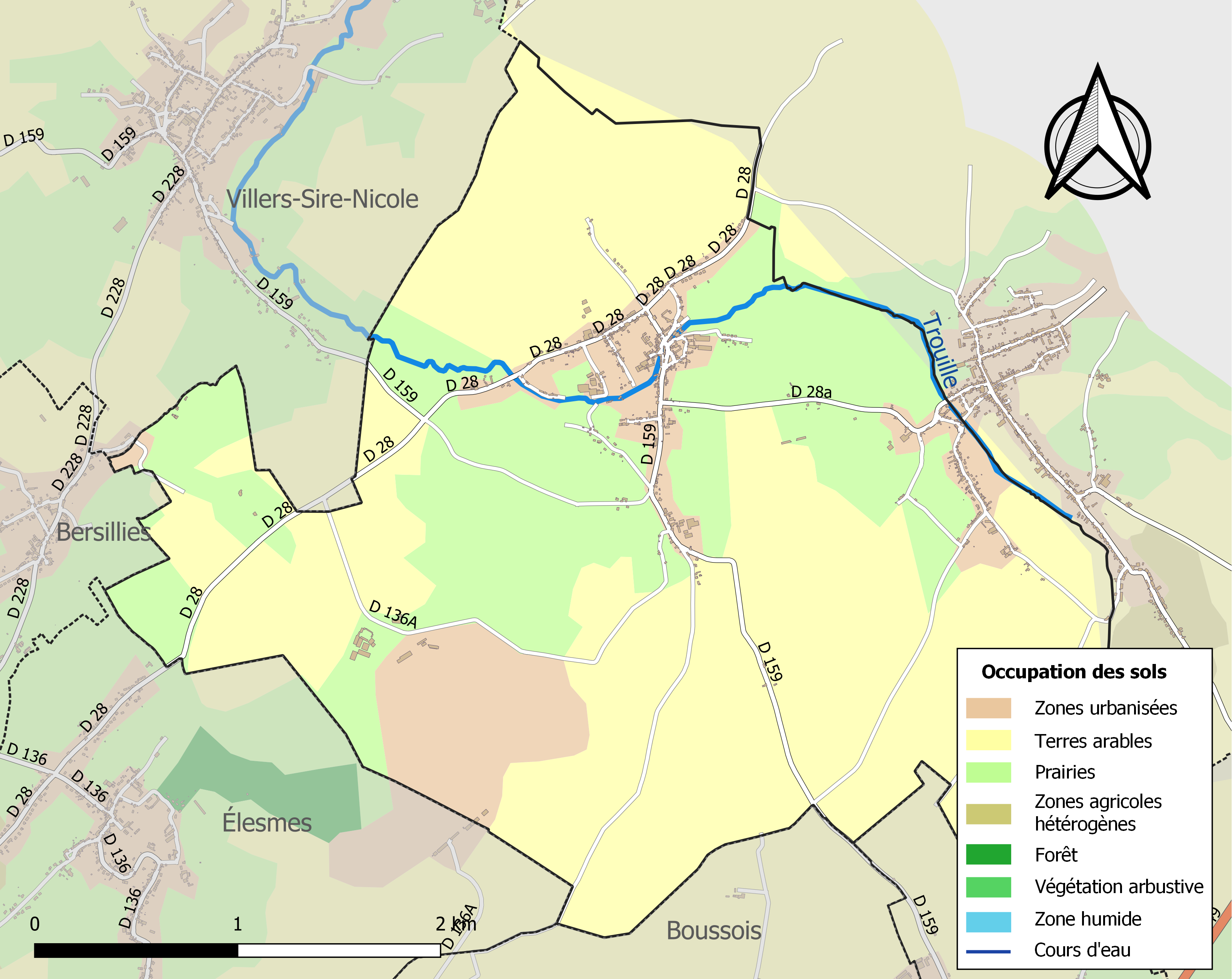
Carte des infrastructures et de l'occupation des sols de la commune en 2018 (CLC).

### Voies de communication et transports
La commune est desservie, en 2024, par le service de transport à la demande du réseau Stibus.

## Histoire
En 1845, on a trouvé sur le territoire de Vieux-Reng une grande quantité d'ossements humains de l'époque gallo-romaine avec des restes d'armes.
Vieux- Reng est mentionné à partir du XIe siècle comme propriété de l'abbaye d'Hautmont. Le village est listé en 1186 parmi les paroisses du décanat de Maubeuge, mais aux XVe et XIVe siècles, il a été compris sous la paroisse d'Élesmes, pour redevenir paroisse indépendante vers la fin du XVIe siècle et jusqu'à la Révolution.
Une chapelle Saint Nicolas a précédé l'église Saint-Cyriaque, qui est construit au début du XVIIe siècle et consacrée le 7 décembre 1616.
Depuis 1822, le village de Lameries a été englobé dans Vieux-Reng. (Maire de Lameries en 1802-1803 : Nic. Jos. Lantier/ Maire en 1807 : Lanthier).
En janvier 1890, un terrible incendie détruit 16 maisons et 4 granges, une personne décède durant cette nuit: la veuve Libert. Le feu a débuté dans une meule de foin et s'est ensuite propagé aux maisons environnantes dont les toitures étaient principalement en chaume.

## Politique et administration

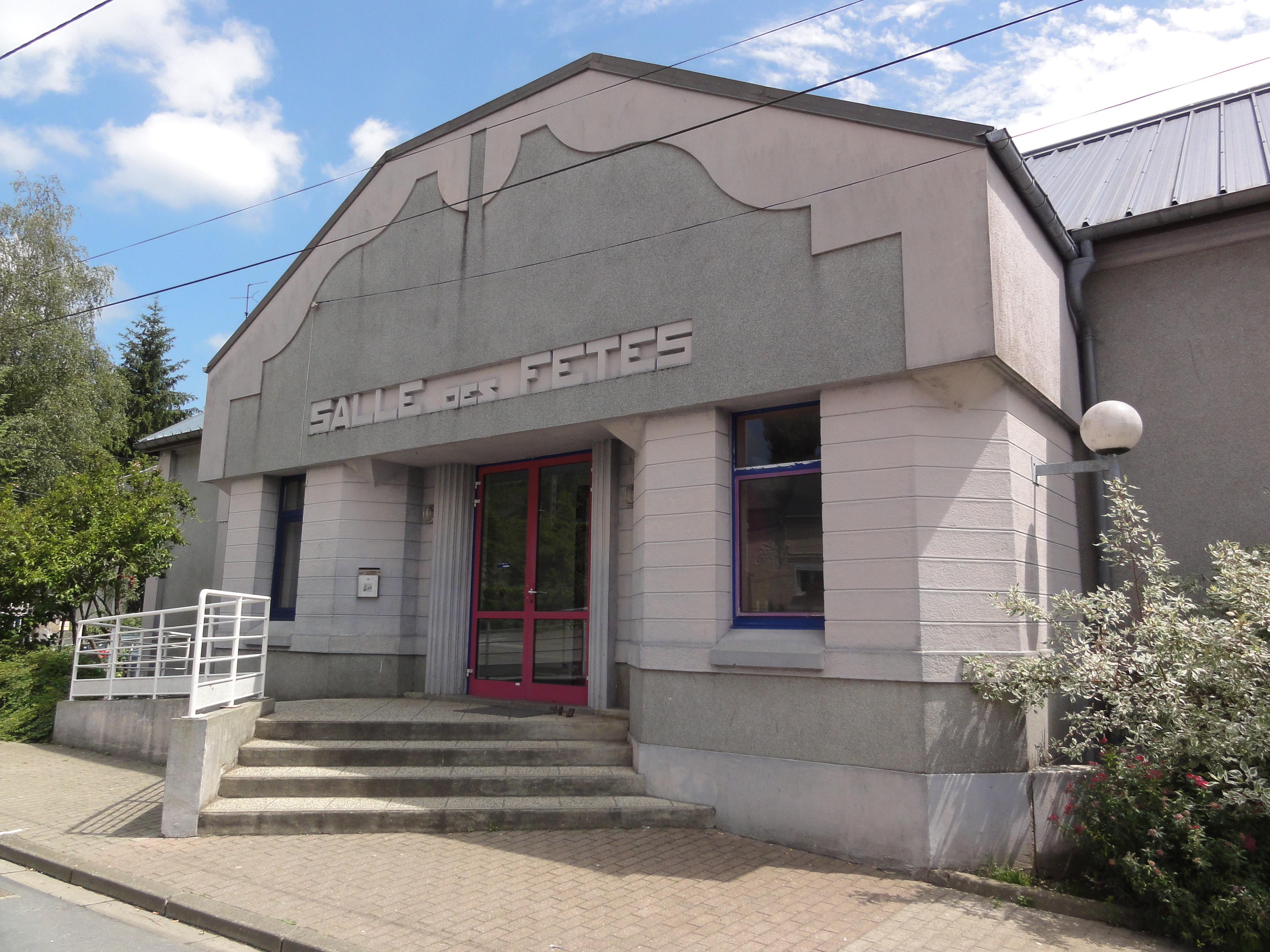
La salle des fêtes

Maire en 1802-1803 : J. B. Magnan.

Maire en 1807 : André.
| Période                                  | Période  | Identité            | Étiquette | Qualité                        |
| ---------------------------------------- | -------- | ------------------- | --------- | ------------------------------ |
| Les données manquantes sont à compléter. |          |                     |           |                                |
| 1964                                     | 1983     | Marcel Leroy        |           |                                |
| mars 1983                                | 2020     | Philippe Brasselet  |           | Réélu pour le mandat 2014-2020 |
| mai 2020                                 | En cours | Jean-Pierre Manfroy |           | Agriculteur                    |

## Population et société

### Démographie

#### Évolution démographique
L'évolution du nombre d'habitants est connue à travers les recensements de la population effectués dans la commune depuis 1793. Pour les communes de moins de 10 000 habitants, une enquête de recensement portant sur toute la population est réalisée tous les cinq ans, les populations de référence des années intermédiaires étant quant à elles estimées par interpolation ou extrapolation. Pour la commune, le premier recensement exhaustif entrant dans le cadre du nouveau dispositif a été réalisé en 2005.

En 2022, la commune comptait 923 habitants, en évolution de +8,21 % par rapport à 2016 (Nord : +0,51 %, France hors Mayotte : +2,11 %).
| 1793 | 1800 | 1806 | 1821 | 1831 | 1836 | 1841 | 1846 | 1851 |
| ---- | ---- | ---- | ---- | ---- | ---- | ---- | ---- | ---- |
| 436  | 435  | 516  | 591  | 782  | 912  | 870  | 942  | 961  |

| 1856 | 1861 | 1866 | 1872 | 1876 | 1881 | 1886 | 1891 | 1896 |
| ---- | ---- | ---- | ---- | ---- | ---- | ---- | ---- | ---- |
| 924  | 928  | 935  | 867  | 876  | 886  | 870  | 930  | 861  |

| 1901 | 1906 | 1911 | 1921 | 1926 | 1931 | 1936 | 1946 | 1954 |
| ---- | ---- | ---- | ---- | ---- | ---- | ---- | ---- | ---- |
| 892  | 891  | 925  | 888  | 937  | 955  | 931  | 874  | 918  |

| 1962 | 1968 | 1975 | 1982 | 1990 | 1999 | 2005 | 2006 | 2010 |
| ---- | ---- | ---- | ---- | ---- | ---- | ---- | ---- | ---- |
| 955  | 946  | 884  | 822  | 848  | 810  | 798  | 796  | 853  |

| 2015 | 2020 | 2022 | - | - | - | - | - | - |
| ---- | ---- | ---- | - | - | - | - | - | - |
| 866  | 899  | 923  | - | - | - | - | - | - |

#### Pyramide des âges
La population de la commune est relativement jeune.
En 2018, le taux de personnes d'un âge inférieur à 30 ans s'élève à 38,6 %, soit en dessous de la moyenne départementale (39,5 %). À l'inverse, le taux de personnes d'âge supérieur à 60 ans est de 21,7 % la même année, alors qu'il est de 22,5 % au niveau départemental.
En 2018, la commune comptait 432 hommes pour 431 femmes, soit un taux de 50,06 % d'hommes, légèrement supérieur au taux départemental (48,23 %).
Les pyramides des âges de la commune et du département s'établissent comme suit.
| Hommes | Classe d’âge | Femmes |
| ------ | ------------ | ------ |
| 0,2    | 90 ou +      | 0,4    |
| 3,8    | 75-89 ans    | 5,1    |
| 17,3   | 60-74 ans    | 16,5   |
| 20,2   | 45-59 ans    | 18,0   |
| 20,0   | 30-44 ans    | 21,2   |
| 15,3   | 15-29 ans    | 15,1   |
| 23,1   | 0-14 ans     | 23,6   |

| Hommes | Classe d’âge | Femmes |
| ------ | ------------ | ------ |
| 0,5    | 90 ou +      | 1,4    |
| 5,3    | 75-89 ans    | 8,1    |
| 14,8   | 60-74 ans    | 16,2   |
| 19,1   | 45-59 ans    | 18,4   |
| 19,5   | 30-44 ans    | 18,7   |
| 20,7   | 15-29 ans    | 19,1   |
| 20,2   | 0-14 ans     | 18     |

## Patrimoine et culture

### Lieux et monuments
- L'église Saint-Cyriaque, début XVIIe siècle, avec des dalles funéraires. Un vitrail de Saint-Jacques rappelle qu'un des Chemins de Compostelle passait par ici.
- Le monument aux morts, érigé en 1921, signé A. François, sculpteur à Marpent.
- Le kiosque à musique, type kiosque à concert, de 1925.
- Une ancienne brasserie.
- Plusieurs chapelles (oratoires et niches) sur le territoire de la commune, dont une potale à La Salmagne.
- L'ouvrage de La Salmagne.
- L'aérodrome de Maubeuge - Élesmes, localement connu sous le nom aérodrome de La Salmagne, est situé à cheval sur le territoire d'Élesmes et de Vieux-Reng.

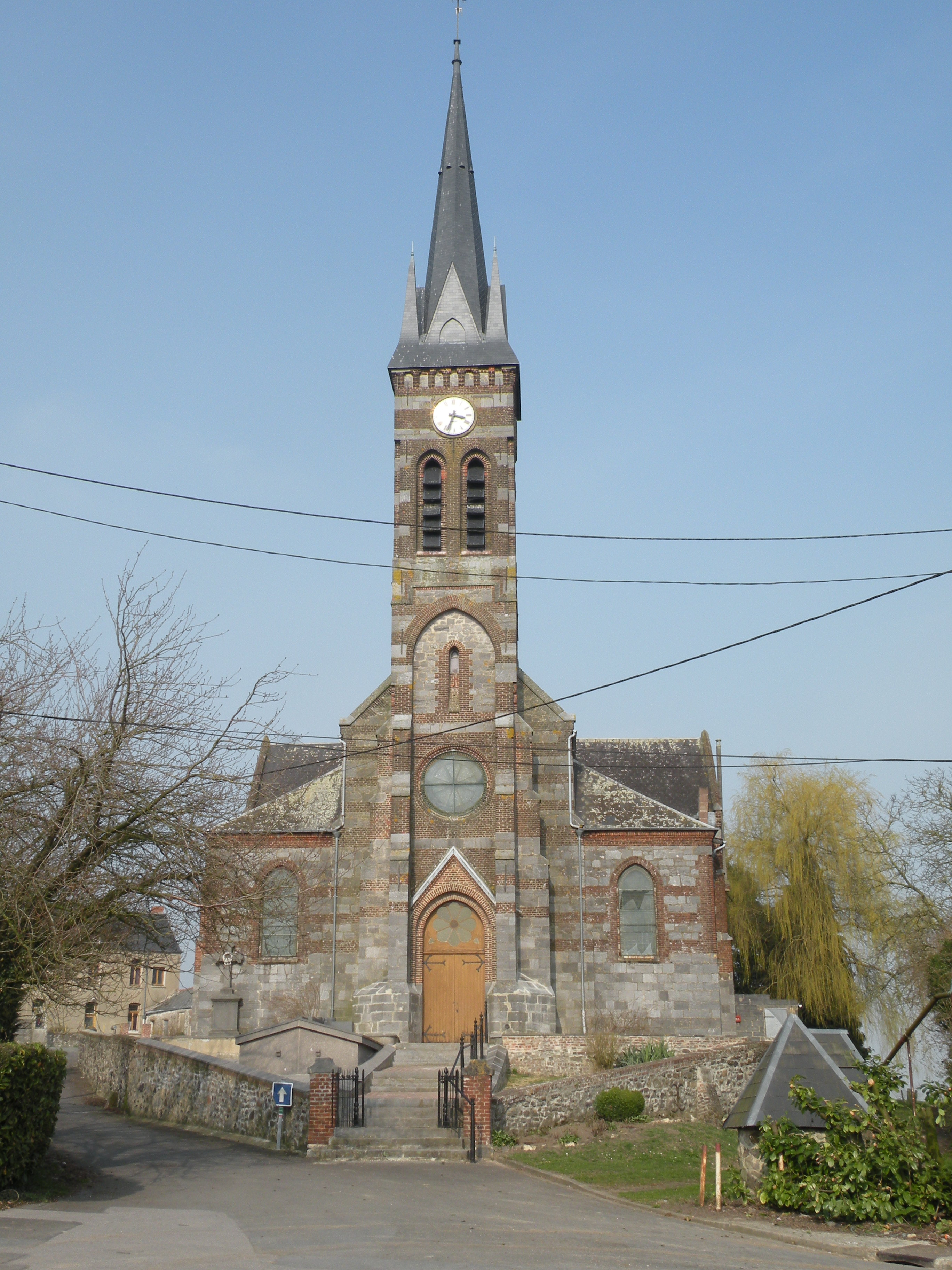
Église Saint-Cyriaque.
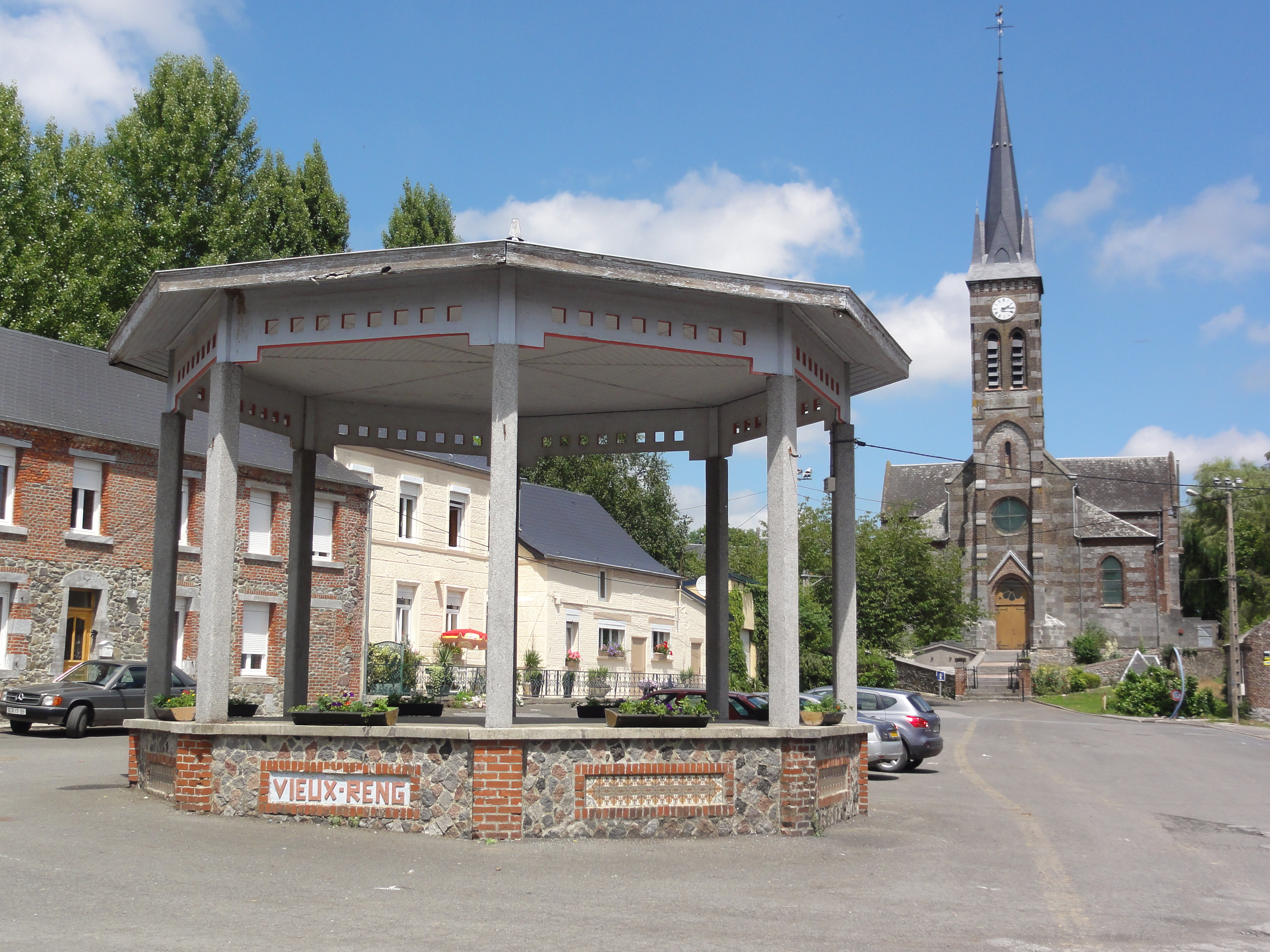
Kiosque à musique.
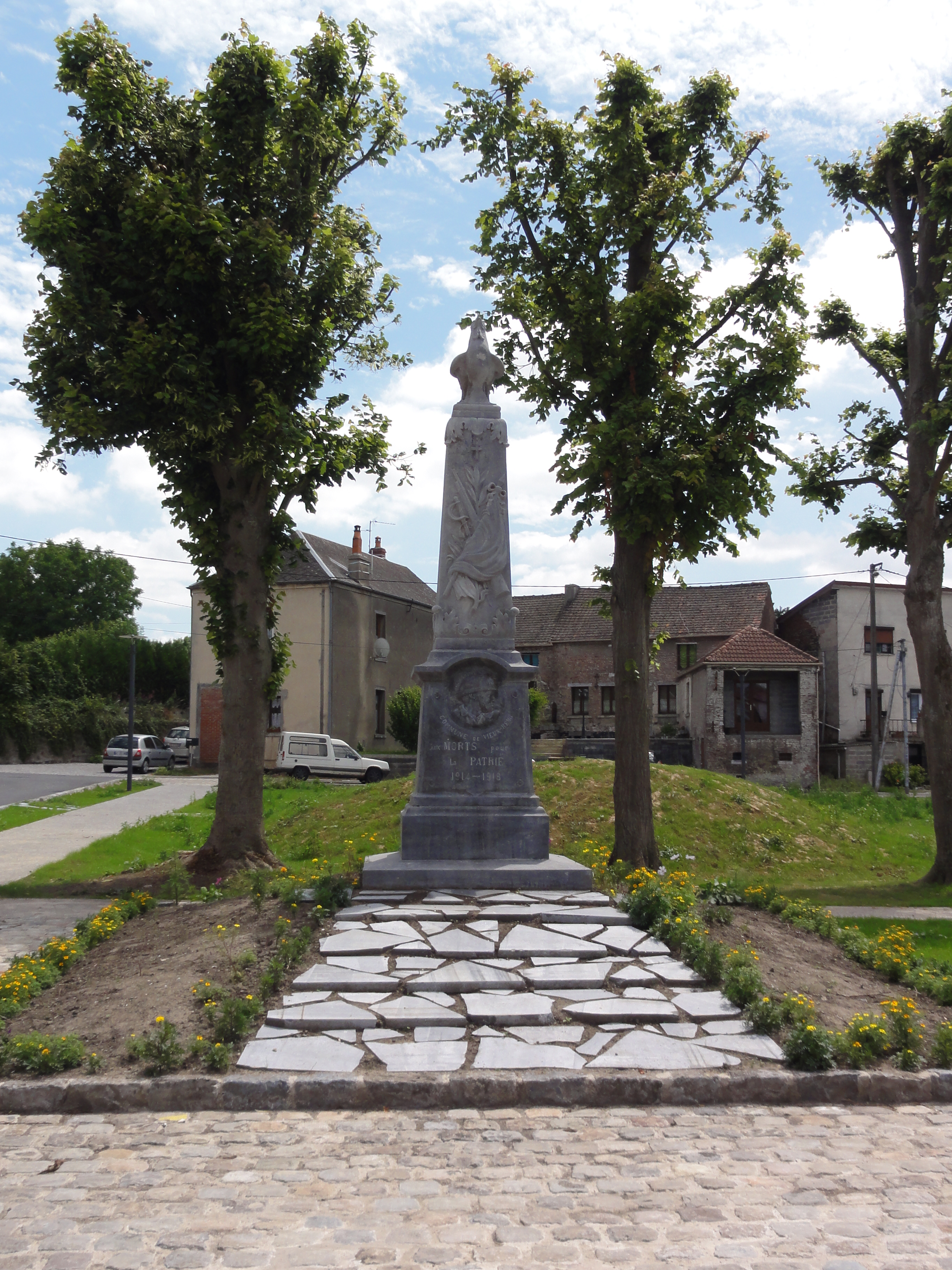
Monument aux morts.
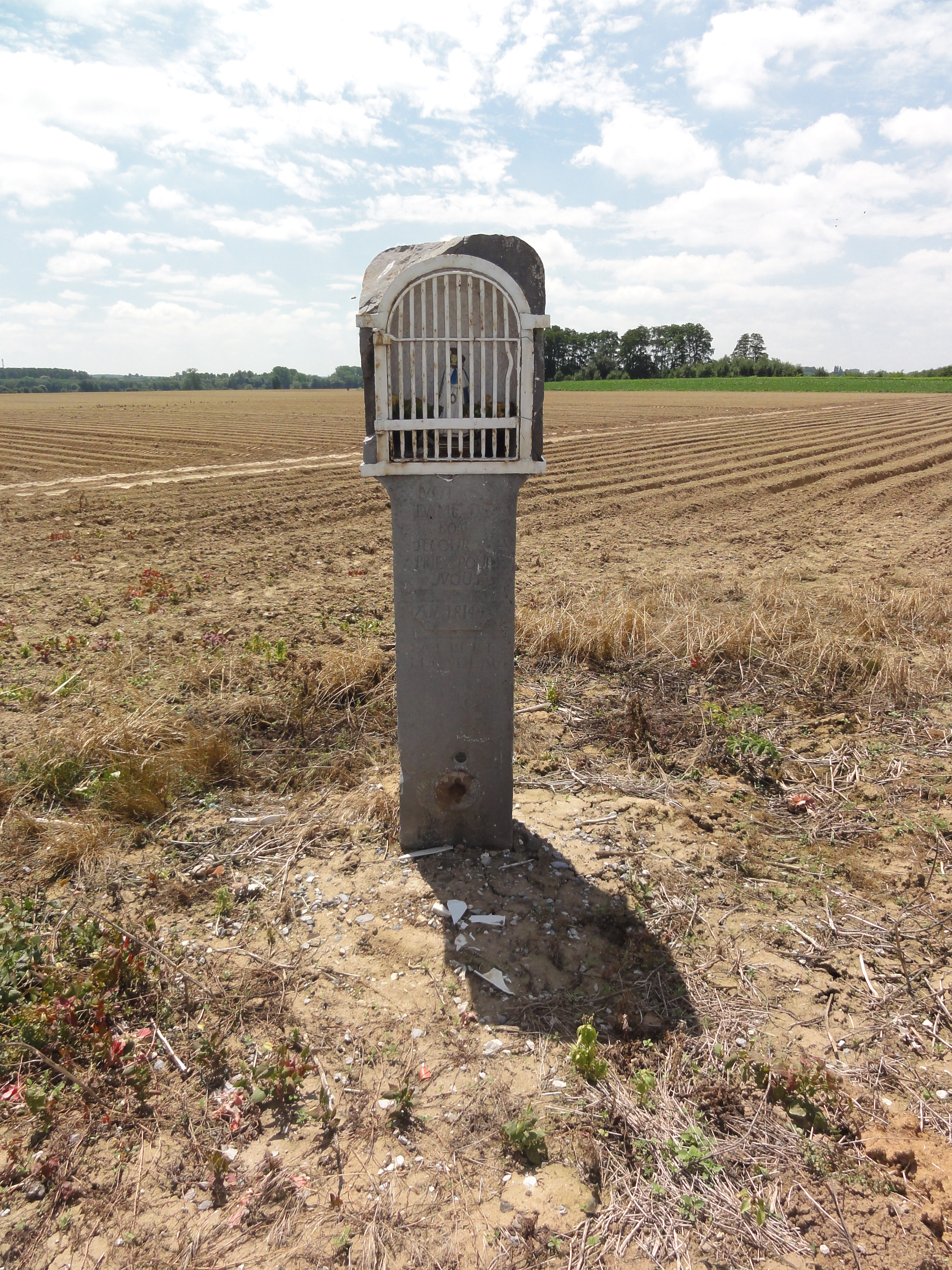
Chapelle N.D. de Bon Secours à La Salmagne.

### Pèlerinage de Compostelle
Vieux-Reng est une étape française sur la via Gallia Belgica du pèlerinage de Saint-Jacques-de-Compostelle, qui se prolonge par la via Turonensis en France. L'étape notable précédente est Estinnes en Belgique ; la suivante est Maubeuge.

### Personnalités liées à la commune
- Félix Defontaine (1858-1918), homme politique, député du Nord de 1893 à 1918.

### Héraldique
| Blason de Vieux-Reng | Blason  | De gueules à une étoile à douze rais d'or. |
| Blason de Vieux-Reng | Détails |                                            |

## Pour approfondir